# مارتينافيس
مارتينافيسالاسم العلمي:(Martinavis) نوع من طيريات الأجنحة الطيور التي كانت موجودة في جنوب فرنسا، أمريكا الشمالية وسالتا، والأرجنتين خلال أواخر العصر الطباشيري . تم تسميتها من قبل سيريل إيه ووكر وإريك بفيتوت وجاريث جاي دايك في عام 2007 ، والنوع هو  مارتينافيس كروزينسيس.